# Danville (California)
Danville es un pueblo ubicado en el condado de Contra Costa en el estado estadounidense de California. Según el censo de 2000 tenía una población de 10.762 habitantes y una densidad poblacional de 1.055,1 personas por km².

## Geografía
Según la Oficina del Censo, la ciudad tiene un área total de 46.9 km² (18.1 sq mi), de la cual toda es tierra.

## Demografía
Según estimaciones de 2007, los ingresos medios por hogar en la localidad eran de $126.797 y los ingresos medios por familia eran $147.101. Los hombres tenían unos ingresos medios de $93.953 frente a los $53.235 para las mujeres. La renta per cápita para la localidad era de $50.773. Alrededor del 1.3% de las familias y del 2.2% de la población estaban por debajo del umbral de pobreza.